# Bolingbrook
Bolingbrook är en ort (village) i DuPage County, och  Will County, i delstaten Illinois, USA. Enligt United States Census Bureau har orten en folkmängd på 73 802 invånare (2011) och en landarea på 62,3 km².